# 戸田市文化会館
戸田市文化会館（とだしぶんかかいかん、Toda City Culture Hall）は、埼玉県戸田市上戸田にある公設の大型文化施設・ホール。
演劇などホールとしての役割はもちろん、映画館・美術館・結婚式場（2013年3月31日に終了）としても広く利用されており、多様な側面を持つ多目的公共施設である。なお、この項では文化会館に隣接している後谷公園についても記述する。

## 概要
戸田市および公益財団法人戸田市文化スポーツ財団（旧：財団法人戸田市文化体育振興事業団）が運営している。入口正面に道を挟んで「戸田市役所」が、斜め向かいに「戸田市教育センター」がある。これらと共に戸田市の中枢地区を形成している。
大ホールは1,200人以上の観客を収容可能な規模を持っており、たびたび歌手や文化人などの著名人が当施設を利用してコンサートや演劇などを開催している。その他衛星放送やNHKのど自慢などの各種歌番組の収録・放送にも使われる。1980年代以降のテレビ各局の演芸・バラエティ番組の収録・公開放送も枚挙に暇が無い。また、東京近郊でそれなりの舞台規模のホールを持つ公設やそれに準ずる運営の公共施設では往々に見られることであるが、演劇やコンサートツアーのゲネプロ会場として利用される事も多く、全国の大都市の大型ホールを巡回する有名な歌手・ミュージシャンの全国ツアーでも、ゲネプロを当施設で実施し、セットをそのまま使ってツアー初日の会場としても利用することが少なからず見られる。これら当所を利用した数多くの著名人のサインが2Fホワイエに展示されている。
2005年までは毎年夏に戸田市役所と当施設前近辺で「戸田ふるさと祭り」が行われていて、その時は大変混み合っていた（2006年から祭りの会場が戸田競艇場付近に変更になった）。秋に行われている「戸田市商工祭」は現在も戸田市役所と当施設前で行われているので、その際は混み合う。また、同館主催の市民ミュージカルが2022年度まで公演されていた（2022年6月11日終了）。。

## 施設
- 総合受付・1Fエントランスロビー・調乳授乳室
- 大ホール　1,210席（1階 920席・2階 290席）
  - 楽屋1〜4
  - リハーサル室
  - 楽屋前通路・コインロッカー
  - 大道具搬入口
  - HALL　CAFE（喫茶コーナー：閉鎖中）
- 展示室・市民ギャラリー
- 会議室（301〜304）
- 練習室（A・B)
- 宴会室（羽衣の間・千歳の間・高砂の間・末広の間・特別応接室）
- 多目的ルーム（A・B・C)
- 和室
- アートギャラリー
- 1Fレストラン
- 日本庭園

- 後谷公園（文化会館に隣接する自然公園）

## 後谷公園
後谷公園（うしろやこうえん、Ushiroya Park）は、文化会館と隣接している公園で平日・休日ともに家族連れなどで賑わう。付近で唯一自然が豊富な場所となっており、平日昼間には市役所勤務者なども憩いの広場として利用している。

### 後谷公園の概要
公園全体の面積はそれほど大きくはないが、大小の池には錦鯉などの魚もおり、天然の芝生も生えている。また、たくさんの木々が生えており夏の時期は多くのセミなどの昆虫も見ることができる。また、池を挟んで文化会館の日本庭園とも隣接している（関係者以外立ち入り不可）。

## 所在地・アクセス
埼玉県戸田市上戸田四丁目8番1号
- JR埼京線戸田駅東口より徒歩11分
- JR埼京線戸田公園駅西口下車。戸田市コミュニティバス『toco』：川岸循環 「5.戸田市役所」バス停下車すぐ
- JR京浜東北線蕨駅西口下車。国際興業バス「下笹目」行き 「戸田市役所入口」バス停下車すぐ
- JR京浜東北線西川口駅西口下車。国際興業バス「北戸田駅」行き 「戸田市役所」バス停下車すぐ

### 駐車場
南側（後谷公園南）と北側（文化会館北）にそれぞれ完備。南側の方が若干多く駐車可能。